# Velvet (álbum)
Velvet es el cuarto álbum de estudio del cantante estadounidense Adam Lambert, lanzado a través de More Is More y Empire Distribution el 20 de marzo de 2020. Presenta los sencillos «New Eyes», «Comin in Hot», «Superpower» y «Roses» con Nile Rodgers, así como todas las pistas que aparecen en el EP Velvet: Side A, lanzado en septiembre de 2019. Lambert tenía previsto promocionar el álbum con cinco apariciones en el Venetian Las Vegas el 18, 19, 22, 24 y 25 de abril (pospuesto debido al brote mundial de coronavirus) antes de embarcarse en una gira europea de agosto a septiembre de 2020.

## Recepción crítica
Mike Wass, de Idolator, describió el sonido de Velvet como un «paseo salvaje que incorpora todo, desde la música disco hasta el glam rock», mientras que Stephen Daw de Billboard declaró que el disco «continuaba en la misma línea del funk rock de finales de los 60 que alimentó sus últimos lanzamientos». Escribiendo para AllMusic, Matt Collar llamó al álbum una «dirección nueva y deliciosamente retro», así como un «ejercicio deslumbrante y brillante en el funk, el rock y el soul de la década de los 70». A.D. Amoros de Variety elogió el disco, escribiendo «el cantante de 38 años apuesta por algo menos glamoroso, entretenido y amoroso, más sombrío y elegante que lo que estamos acostumbrados a escuchar de él».

## Lista de canciones
| N.º | Título                     | Escritor(es)                                                                 | Productor(s)            | Duración |  |
| 1.  | «Velvet»                   | Adam Lambert, Ryan Daly, Michael Busbee, Jeremy Dussolliet y Timothy Sommers | Timothy Sommers         | 2:58     |  |
| 2.  | «Superpower»               | Lambert, Ilsey Juber y Thomas Schlieter                                      | Tommy English           | 3:10     |  |
| 3.  | «Stranger You Are»         | Lambert, Kes Kross y Steve Booker                                            | Steve Booker            | 2:52     |  |
| 4.  | «Loverboy»                 | Lambert, Gabriel Simon, Schlieter y Angelo Petraglia                         | English                 | 3:20     |  |
| 5.  | «Roses» (con Nile Rodgers) | Lambert, Kross y Frederik Ball                                               | Fred Ball               | 3:49     |  |
| 6.  | «Closer to You»            | Lambert, Asia Whiteacre, Robert McCurdy y Christopher Petrosino              | NoiseClub               | 4:19     |  |
| 7.  | «Overglow»                 | Lambert, Amy Kuney, Butch Walker y Uzoechi Emenike                           | Butch Walker            | 3:32     |  |
| 8.  | «Comin in Hot»             | Lambert, Katie Pearlman, Michelle Buzz, Andre Davidson y Sean Davidson       | The Monarch             | 2:48     |  |
| 9.  | «On the Moon»              | Lambert, Samuel Falson, Brittany Burton, Jorgen Odegard y Alexander Go       | Odegard                 | 3:58     |  |
| 10. | «Love Don't»               | Lambert y Joseph Janiak                                                      |                         | 3:40     |  |
| 11. | «Ready to Run»             | Lambert, Kross y Ball                                                        | Ball                    | 3:09     |  |
| 12. | «New Eyes»                 | Lambert, Paris Carney y Jamie Seirota                                        | Jamie Seirota           | 3:44     |  |
| 13. | «Feel Something»           | Lambert, Benedict Cork y Joshua Cumbee                                       | AFSHeeN y Joshua Cumbee | 2:58     |  |

## Posicionamiento en listas
| Listas (2020)                       | Mejor posición |
| ----------------------------------- | -------------- |
| Alemania (Media Control Charts)     | 77             |
| Australia (ARIA)                    | 8              |
| Bélgica (Ultratop) Flanders         | 112            |
| Bélgica (Ultratop) Wallonia         | 194            |
| Escocia (OCC)                       | 19             |
| España (PROMUSICAE)                 | 66             |
| Estados Unidos (Billboard 200)      | 89             |
| Estados Unidos (Independent Albums) | 10             |
| Reino Unido (OCC)                   | 54             |
| Suiza (Schweizer Hitparade)         | 67             |